# يوشيو فوروكاوا
يوشيو فوروكاوا (古 川 好 男) (ولد 5 يوليو 1934) هو لاعب كرة قدم ياباني سابق، شارك في دورة الألعاب الاولمبية الصيفية عام 1956 في ملبورن.

## روابط خارجية
- يوشيو فوروكاوا على موقع الاتحاد الدولي (مؤرشف)  (الإنجليزية)
- يوشيو فوروكاوا على موقع ناشيونال فوتبول تيمز (الإنجليزية)
- يوشيو فوروكاوا على موقع عالم كرة القدم.نت (الإنجليزية)
- يوشيو فوروكاوا على موقع أوليمبيديا (الإنجليزية)

1. ↑  "Yoshio Furukawa Biography and Statistics". Sports Reference. مؤرشف من الأصل في 2018-05-28. اطلع عليه بتاريخ 2009-10-27.

- =يوشيو فوروكاوا  على موقع SportsReference  - سبورتس رفرنس